# IOPS
IOPS（Input/Output Operations Per Second）是一個用於電腦儲存裝置（如硬碟（HDD）、固態硬碟（SSD）或存储区域网络（SAN））效能測試的量測方式，可以視為是每秒的讀寫次數。和其他效能測試一様，儲存裝置製造商提出的IOPS不保證就是實際應用下的性能。
IOPS可以用應用程式來量測，例如一開始由因特尔開發的Iometer，像IOzone及FIO也有類似功能，IOPS主要會用在伺服器，以找到最佳的儲存組態。
IOPS的數值會隨系統組態而有很大的不同，依測試者在測試時的控制變因而異，控制變因包括讀取及寫入的比例、其中循序存取及隨機存取的比例及配置方式、线程數量及存取佇列深度，以及資料區塊的大小。其他因素也會影響IOPS的結果，例如系統設定、儲存設備的驅動程式、作業系統背景執行的作業等。若在測試固態硬碟時，是否先進行預調（preconditioning）機制也會影響IOPS的結果。

## 性能特性

隨機存取及循序存取

最常量測的性能特性是隨機存取及循序存取時的IOPS。循序存取是存取儲存裝置中相鄰位置的資料，一般和較大的資料區塊存取有關，例如128 KB，隨機存取是存取儲存裝置中非相鄰位置的資料．一般存取的資料區塊比較少，例如4 KB。
最常見的性能特性如下：
| 量測         | 說明                                     |
| ------------ | ---------------------------------------- |
| 總IOPS       | 每秒讀寫次數的總和（混合讀取及寫入測試） |
| 隨機讀取IOPS | 每秒平均的隨機讀取次數                   |
| 隨機寫入IOPS | 每秒平均的隨機寫入次數                   |
| 循序讀取IOPS | 每秒平均的循序讀取次數                   |
| 循序寫入IOPS | 每秒平均的循序寫入次數                   |

對於硬碟或是其他類似的機電儲存裝置，其隨機存取IOPS主要和儲存裝置的尋址時間有關，若是固態硬碟及其他固態電子裝置，其隨機存取IOPS主要和儲存裝置的內部控制器及記億體介面速度有關。這兩種設備的循序存取IOPS（尤其是存取大資料區塊）一般會包括儲存設備可以持續的最大頻寬。一般循序存取的IOPS會用MB/s表示，其公式如下：
{\displaystyle {\text{IOPS}}*{\text{TransferSizeInBytes}}={\text{BytesPerSec}}}（結果一般會轉換為MB/s）

有些硬體會因為其佇列深度增加而提昇其性能，這多半是因為硬碟處理佇列及重新排序（reordering）的先進控制器邏輯的結果，此邏輯一般稱為标记命令队列（TCQ）或原生指令排序（NCQ）。企業等級的SATA硬碟，例如Western Digital Raptor及希捷的Barracuda NL配合深佇列可以提昇效能到100%。較常用在伺服器的高端SCSI硬碟，一般性能有更大的提昇。
傳統的硬碟讀取和寫入的IOPS大約相同，而大部份闪存SSD的寫入速度明顯比讀取慢很多，原因是無法寫入一個之前寫過的區域，會強制啟動垃圾資料回收功能。因此硬體測試開始在測試IOPS性能時，分開測試寫入和讀取。
像Intel X25-E等較新的闪存SSD固態硬碟其IOPS會比傳統的硬碟要高，在Xssist進行的一個測試中，用IOmeter軟體，4 KB隨機存取，讀取/寫入比例為70/30，佇列深度4，Intel X25-E 64 GB G1的IOPS一開始有 10000 IOPs，在八分鐘後快速掉到4000 IOPS，之後的42分鐘持續的下降，自第50分鐘起到第八小時之間，IOPS在3000至4000之間變化。即使第50分鐘IOPS快速下降，X25-E的IOPS仍較傳統硬碟要高。像OCZRevoDrive 3 x2 PCIe用SandForce控制器，其持續寫入性能和讀取速度大致相近。

## 一些IOPS的範例

### 硬碟機
隨機存取處理下，一些常見的IOPS平均值，計算方式是1/(寻址時間 + 回應時間) = IOPS:
| 設備                  | 形式   | IOPS          | 介面            | 註解 |
| --------------------- | ------ | ------------- | --------------- | ---- |
| 7,200 RPM SATA硬碟機  | 硬碟機 | ~75-100 IOPS  | SATA 3 Gbit/s   |      |
| 10,000 RPM SATA硬碟機 | 硬碟機 | ~125-150 IOPS | SATA 3 Gbit/s   |      |
| 10,000 rpm SAS硬碟機  | 硬碟機 | ~140 IOPS     | SAS（串列SCSI） |      |
| 15,000 rpm SAS硬碟機  | 硬碟機 | ~175-210 IOPS | SAS（串列SCSI） |      |

### 固態設備
| 設備                        | 形式 | IOPS                | 介面          | 註解 |
| --------------------------- | ---- | ------------------- | ------------- | --- |
| 英特尔Intel X25-M G2（MLC） | SSD  | ~8,600 IOPS         | SATA 3 Gbit/s | 英特尔的資料表聲稱在4 KB資料的寫入及讀取時，分別有有6,600/8,600 IOPS (80 GB/160 GB版本)及35,000 IOPS的速度。                                |
| 英特尔 Intel X25-E (SLC)    | SSD  | ~5,000 IOPS         | SATA 3 Gbit/s | 英特尔數據表聲稱在寫入和讀取的速度為3,300 IOPS及35,000 IOPS。寫入和讀取混和時為5,000 IOPS。英特尔的X25-E G1比X25-M G2快了約三倍             |
| G.Skill Phoenix Pro         | SSD  | ~20,000 IOPS。      | SATA 3 Gbit/s | SandForce-1200為基礎的固態硬體，配合加強版的韌體，最快可到50,000 IOPS，性能测试的結果是隨機讀取可到~25,000 IOPS，隨機寫入可到~15,000 IOPS。 |
| OCZ Vertex 3                | SSD  | 最高可到60,000 IOPS | SATA 6 Gbit/s | 隨機寫入4 KB (Aligned) |
| Corsair Force Series GT     | SSD  | 最高可到85,000 IOPS | SATA 6 Gbit/s | 240 GB Drive，循序讀取為555 MB/s，循序寫入為525 MB/s。隨機寫入4 KB (Aligned)                                                                |